# Ravine Flyer II
Ravine Flyer II in Waldameer (Erie, Pennsylvania, USA) ist eine Hybrid-Holzachterbahn des Konstrukteurs The Gravity Group, die am 17. Mai 2008 eröffnet wurde. Während die mit stählernen Laufbändern versehenen Schienen aus Holz sind, sind die Stützen und Räder aus Stahl gefertigt.
Die Bahn Ravine Flyer II ersetzt die alte Bahn Ravine Flyer des Parks, welche 1938 abgerissen wurde. Sie wurde ursprünglich Anfang der 1990er von Larry Bill und Charles Dinn des Herstellers Custom Coasters International konstruiert, aber bereits einige Jahre später von Dennis McNulty neu entworfen. Schließlich wurde sie von The Gravity Group gebaut.

## Züge
Ravine Flyer II besitzt zwei Züge des Herstellers Philadelphia Toboggan Coasters mit jeweils sechs Wagen. In jedem Wagen können vier Personen (zwei Reihen à zwei Personen) Platz nehmen.

## Preise
Sie gewann den Golden Ticket Award 2008 in der Kategorie Bestes neues Fahrgeschäft und wurde vom gleichen Award zur elftbesten Holzachterbahn gewählt.